# Flyby (ONCEの曲)
「Flyby」（フライバイ）は、ONCEの楽曲。3作目の配信限定シングルとして、2024年7月17日にA-Sketchからリリースされた。

## 概要
前作『夢でもし逢えたら』から約2か月ぶりのシングルリリースとなる本作は、2024年5月24日に下北沢シャングリラにて行われたFIVE NEW OLDとのツーマンライブ＜MEME SOUNDS vol.1＞にて初披露された楽曲である。
本作について杉本雄治は、
| 「 | 長い人生の上で新たな道に進む時、出会い別れがあり、時には意地になって自分から遠ざかってしまうこともあります。だけどどれだけ時間や距離が離れてしまっても本当に大切なものはいつまでも心で繋がっていて、自分の“想い”次第でその距離はグッと近くに感じる事が出来る気がしています。そんな大切なものへのメッセージを、間違いなくライブで一体感を作ってくれるこの曲に込めました。 | 」 |

とコメントしている。

## 収録内容
| #  | タイトル  | 作詞・作曲 | 編曲 | 時間 |
| -- | --------- | ---------- | ---- | ---- |
| 1. | 「Flyby」 | ONCE       | ONCE | 3:06 |